# Tadeusz Kalina-Zieleniewski

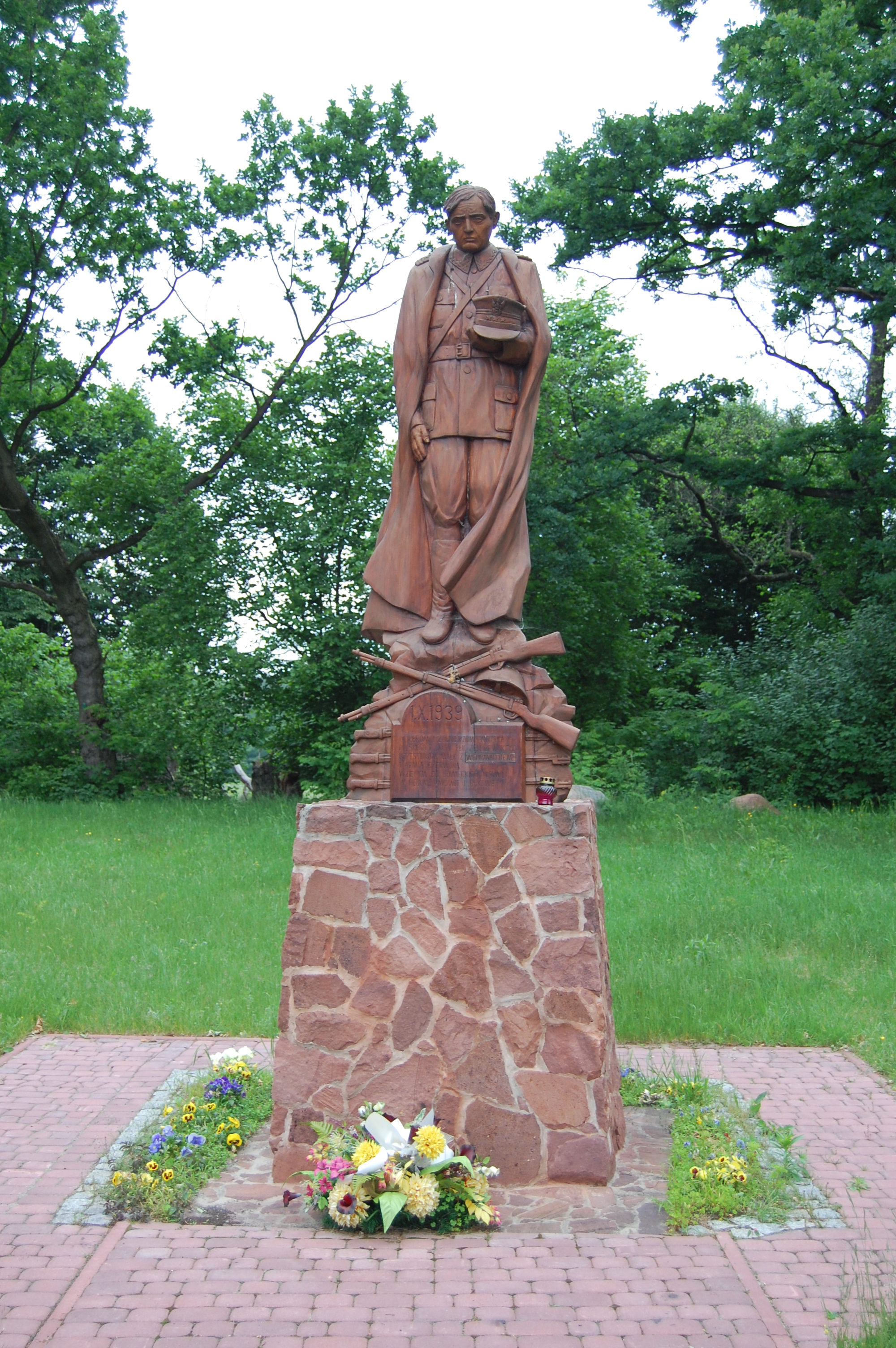
Pomnik poświęcony żołnierzom z grupy płk Tadeusza Kaliny-Zieleniewskiego w Momotach Górnych

Tadeusz Lubomir Zieleniewski, ps. Kalina (ur. 24 lipca 1887 w Ostrówku Lubelskim, zm. 22 lipca 1971 w Warszawie) – pułkownik dyplomowany piechoty Wojska Polskiego, profesor, inżynier, kawaler Orderu Virtuti Militari.

## Życiorys
Urodził się w rodzinie Emila i Matyldy z domu Tittenbrun. Po ukończeniu gimnazjum w Łodzi w 1910 studiował geodezję w Liège we Francji (1910–1914). Tam należał do Polskich Drużyn Strzeleckich. Od sierpnia 1914 w Legionach Polskich. Służył w 1 Kompanii Kadrowej. 6 sierpnia 1914 wymaszerował z Krakowa w składzie 4 plutonu 1 Kompanii Kadrowej. 15 maja 1917 został przydzielony na trzy miesiące do kompanii saperów nr 1 w charakterze hospitanta.
Po kryzysie przysięgowym był internowany w Beniaminowie. W Polskiej Sile Zbrojnej pełnił obowiązki oficera broni obozu wyszkolenia w Ostrowi Mazowieckiej. Później w 1918 komendant Szkoły Mierniczej w Warszawie. Następnie pełnił służbę w 1 pułku piechoty Legionów, a później był m.in. wykładowcą i dowódcą 2 kompanii Szkoły Podchorążych w Warszawie (1918–1919), słuchaczem Szkoły Sztabu Generalnego w Warszawie (1921–1923) – pierwszy rok odbywał w École supérieure de guerre. 1 stycznia 1920 został formalnie przyjęty do Wojska Polskiego z byłych Legionów Polskich, z zatwierdzeniem posiadanego stopnia kapitana wojsk technicznych i zatwierdzeniem przydziału do Szkoły Podchorążych w Warszawie.
W listopadzie 1924 został przydzielony z 1 pułku saperów do Wyższej Szkoły Wojennej na stanowisko wykładowcy taktyki ogólnej. W listopadzie 1927 wyznaczony został na stanowisko pełniącego obowiązki II dyrektora nauk Wyższej Szkoły Wojennej – zastępcy komendanta WSWoj. z równoczesnym przeniesieniem do kadry oficerów saperów. 23 sierpnia 1929 został przeniesiony do 31 pułku Strzelców Kaniowskich w Łodzi na stanowisko zastępcy dowódcy pułku.
23 grudnia 1929 został przeniesiony do korpusu oficerów piechoty w stopniu podpułkownika ze starszeństwem z dniem 1 czerwca 1919 i 35,9 lokata z równoczesnym przeniesieniem do 63 pułku piechoty w Toruniu na stanowisko zastępcy dowódcy pułku. 31 marca 1930 został przeniesiony do 59 pułku piechoty w Inowrocławiu na stanowisko dowódcy pułku. Z dniem 1 marca 1932 został przeniesiony do dyspozycji szefa Sztabu Głównego na okres trzech miesięcy z zachowaniem dotychczasowego dodatku służbowego. Z dniem 1 czerwca 1932 został mianowany szefem Wojskowego Instytutu Geograficznego w Warszawie. Z tego stanowiska na początku 1935 został mianowany dowódcą piechoty dywizyjnej w 8 Dywizji Piechoty. Pracami instytutu kierował do ostatniej dekady sierpnia 1939. W międzyczasie (1936) odbył praktykę na stanowisku dowódcy piechoty dywizyjnej 8 Dywizji Piechoty w Modlinie.
Wiosną 1939 został wybrany wiceprezesem zarządu głównego Polskiego Towarzystwa Tatrzańskiego w Cieszynie Zachodnim.
25 sierpnia 1939 zgodnie z przydziałem mobilizacyjnym objął dowództwo 33 Dywizji Piechoty (rezerwowej) w Grodnie. Dywizją tą dowodził w czasie kampanii wrześniowej. Walczył w bitwach pod Różanem i Włodawą. 19 września 33 DP została włączona w skład 41 Dywizji Piechoty, a on sam „pozostał przy sztabie 41 DP”. 25 września, po rozwiązaniu Dowództwa Armii gen. Przedrzymirskiego „wymknął się samochodem w kierunku Krasnegostawu”. Wieczorem, w rejonie Krasnegostawu, dołączył do grup dowodzonych przez pułkowników: Leona Koca, Władysława Filipkowskiego i Władysława Płonkę. 27 września na odprawie pułkowników w Woli Sobieskiej objął dowództwo nad całością wojsk, z których utworzył Grupę własnego imienia. 29 i 30 września dowodzona przez niego grupa walczy z Niemcami o Polichnę Dolną, Janów Lubelski i Dzwolę, a na wschodzie z Armią Czerwoną. 1 października dowodzona przez niego grupa przeszła do wsi Momoty Górne, gdzie złożyła broń przed sowietami. Następnego dnia został wywieziony przez sowietów do Lwowa. Wieczorem tego samego dnia, w trakcie konwojowania zdołał zbiec z samochodu i ukryć na terenie miasta (wraz z nim odzyskał wolność przewożony wówczas kpt. Marian Wondraczek). 13 października wyjechał koleją do Delatyna skąd pieszo przez Gorgany przeszedł następnego dnia na Węgry. Następnie przedostał się do Francji.
W latach 1939–1945 w Polskich Siłach Zbrojnych, m.in. dowodził 3 Dywizją Piechoty we Francji (4–19 czerwca 1940). Był wykładowcą na kursach Wyższej Szkoły Wojennej w Wielkiej Brytanii.
3 sierpnia 1943 Naczelny Wódz mianował go dowódcą 1 Dywizji Grenadierów. Obowiązki dowódcy dywizji objął 26 sierpnia 1943. 29 października 1943 Naczelny Wódz mianował go zastępcą inspektora do Spraw Zarządu Wojskowego.
W 1947 powrócił do Polski. Zamieszkał w Warszawie. Pracował naukowo na Politechnice Warszawskiej. W latach 1950–1961 był adiunktem na Wydziale Geodezji i Kartografii. Brał czynny udział w pracach ZBoWiD.
Zmarł w Warszawie. Pochowany na Cmentarzu Wojskowym na Powązkach (kwatera A 12-5-3/4).

## Awanse
- chorąży – 5 marca 1915
- podporucznik – 1 kwietnia 1916
- porucznik
- kapitan – 1917
- major
- podpułkownik – zweryfikowany ze starszeństwem z dniem 1 czerwca 1919 (w 1924 r. zajmował 34., a 1928 r. 17. lokatę w korpusie oficerów zawodowych inżynierii i saperów)
- pułkownik – 1 stycznia 1931 i 1. lokatą w korpusie oficerów piechoty

## Ordery i odznaczenia
- Krzyż Srebrny Orderu Wojskowego Virtuti Militari nr 7083 – 17 maja 1922[20]
- Krzyż Niepodległości – 16 września 1931[21]
- Krzyż Oficerski Orderu Odrodzenia Polski – 28 kwietnia 1926[22]
- Krzyż Walecznych trzykrotnie[23]
- Złoty Krzyż Zasługi – 17 marca 1930[24]
- Medal Pamiątkowy za Wojnę 1918–1921[23]
- Medal Dziesięciolecia Odzyskanej Niepodległości[23]
- Srebrny Medal za Długoletnią Służbę[23]
- Brązowy Medal za Długoletnią Służbę[23]
- Odznaka Pamiątkowa „Pierwszej Kadrowej”[25]
- Krzyż Komandorski Orderu Zasługi Wojskowej (Bułgaria, 1937)[26]
- Krzyż Komandorski Orderu Zasługi (Węgry)[27]
- Krzyż Kawalerski Orderu Legii Honorowej (Francja)[23]
- odznaczenie rumuńskie[23]

## Upamiętnienie
15 września 2016 6 Samodzielny Oddział Geograficzny w Toruniu przyjął płk. dypl. inż. Tadeusza Zieleniewskiego ps. „Kalina” na swojego patrona. Z tej okazji odsłonięto pamiątkowy pomnik.